# Výměnový závěr
Výměnový závěr je součást konstrukce výměny. Jeho účelem je zabránit nežádoucímu odlehnutí jazyka vlivem působení dynamických sil vyvozovaných vozidlem při průjezdu přes výhybku, které by mohlo mít za následek vykolejení.

## Konstrukce
Na českých železnicích se používají tyto typy výměnových závěrů:
- hákový
- rybinový
- čelisťový

V zahraničí se používají i jiné typy závěrů, například
- kloubový

### Hákový závěr
Použití hákového závěru má na českých železnicích dlouhou tradici. Až do 90. let byl u výhybek používán výlučně tento typ závěru. Jeho konstrukce se skládá ze dvou háků připevněných svislými čepy k jazykům spojeným tyčí, která je na jednom konci protažená až k přestavníku. Při přestavování se nejprve odkloní hák od stoličky, čímž se uvolní jazyk a ten se přesune do odlehlé polohy. Druhý jazyk se současně přitiskne k opornici a poté se hák zaklesne za stoličku. Hákový závěr je rozříznutelný, to znamená, že vozidlo jedoucí z nesprávného směru přestaví pod sebou výhybku bez poškození závěrného mechanismu.

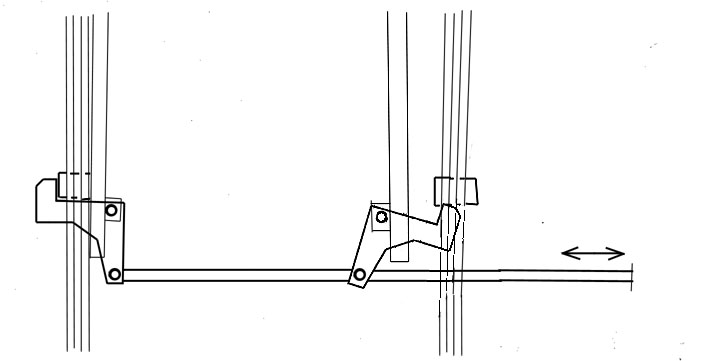
Schematický náčrtek hákového závěru – půdorys
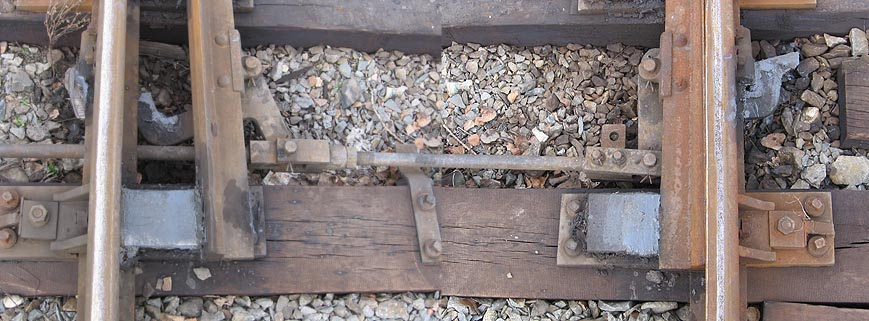
Hákový závěr – pro přehlednost ze dvou spojených snímků

### Rybinový a čelisťový závěr
Konstrukce rybinového i čelisťového závěru se skládá z přestavné tyče opatřené rybinovými zahloubeními, do kterých zapadají konce táhel připojených k jazykům. Při přestavování se začne pohybovat přestavovací tyč, až do zahloubení zapadne rozšířený konec táhla jazyka. Poté je prostřednictvím tohoto táhla jazyk odtlačen od opornice. Současně je druhý jazyk přitažen k opornici, poté je dalším pohybem přestavné tyče vytlačen konec táhla vzhůru, takže se zachytí desky, která tak brání odlehnutí jazyka.
Rozdíl mezi rybinovým a čelisťovým závěrem spočívá především v orientaci mechanismu. Čelisťový závěr je v podstatě závěr rybinový otočný o 90°. Zatímco u rybinového závěru jsou čepy táhel jazyků umístěny svisle a přestavná tyč se nalézá vedle táhel, u čelisťového závěru jsou čepy táhel rovnoběžně s osou koleje a přestavná tyč se nachází pod táhly. Pravděpodobným důvodem změny uspořádání je větší robustnost konstrukce a spolehlivější funkce i při možném putování jazyka.
V 90. letech nastala v České republice v souvislosti s rekonstrukcemi železničních koridorů zásadní modernizace kolejového svršku a výhybky až dosud osazované hákovým závěrem jsou na mnoha místech postupně nahrazované výhybkami se závěrem čelisťovým. 
Závěr rybinový se v českých zemích až na zcela výjimečné případy nevyskytuje.

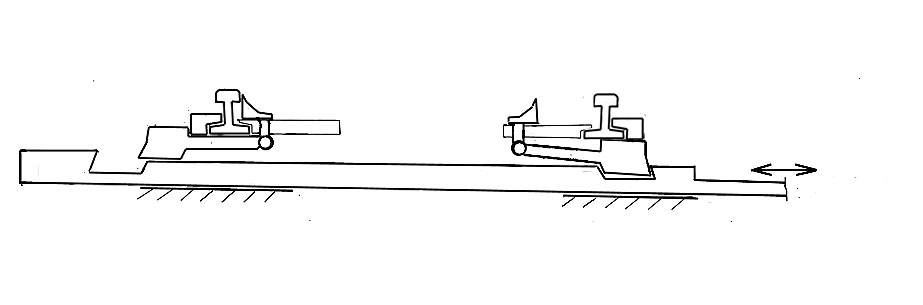
Schéma čelisťového závěru – nárys
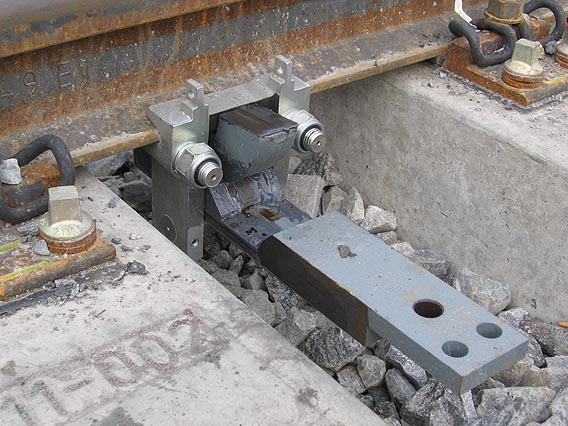
Pohled na konec táhla přilehlého jazyka
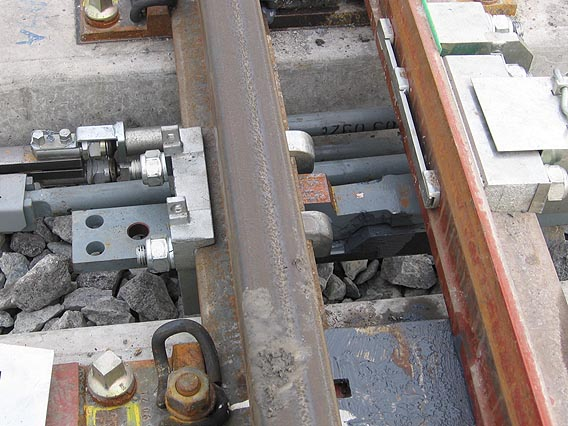
Odlehlý jazyk

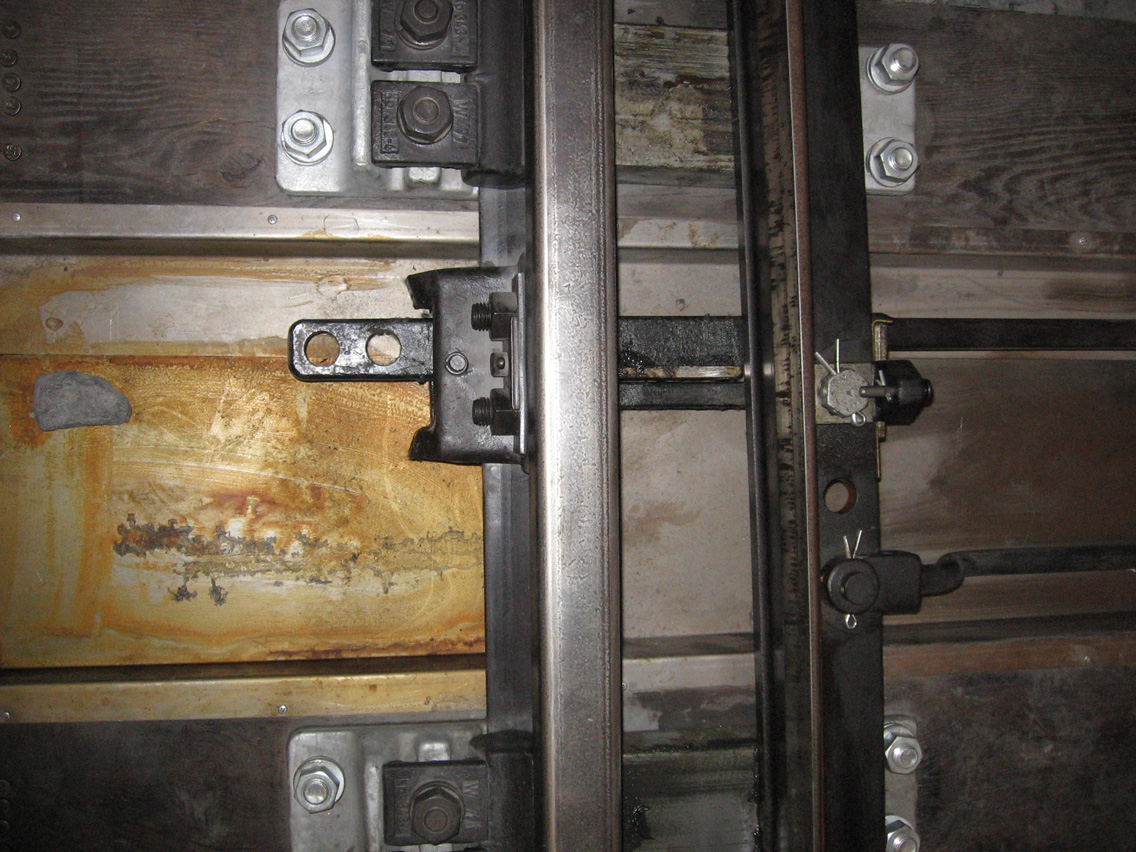
Rybinový závěr – odlehlý jazyk
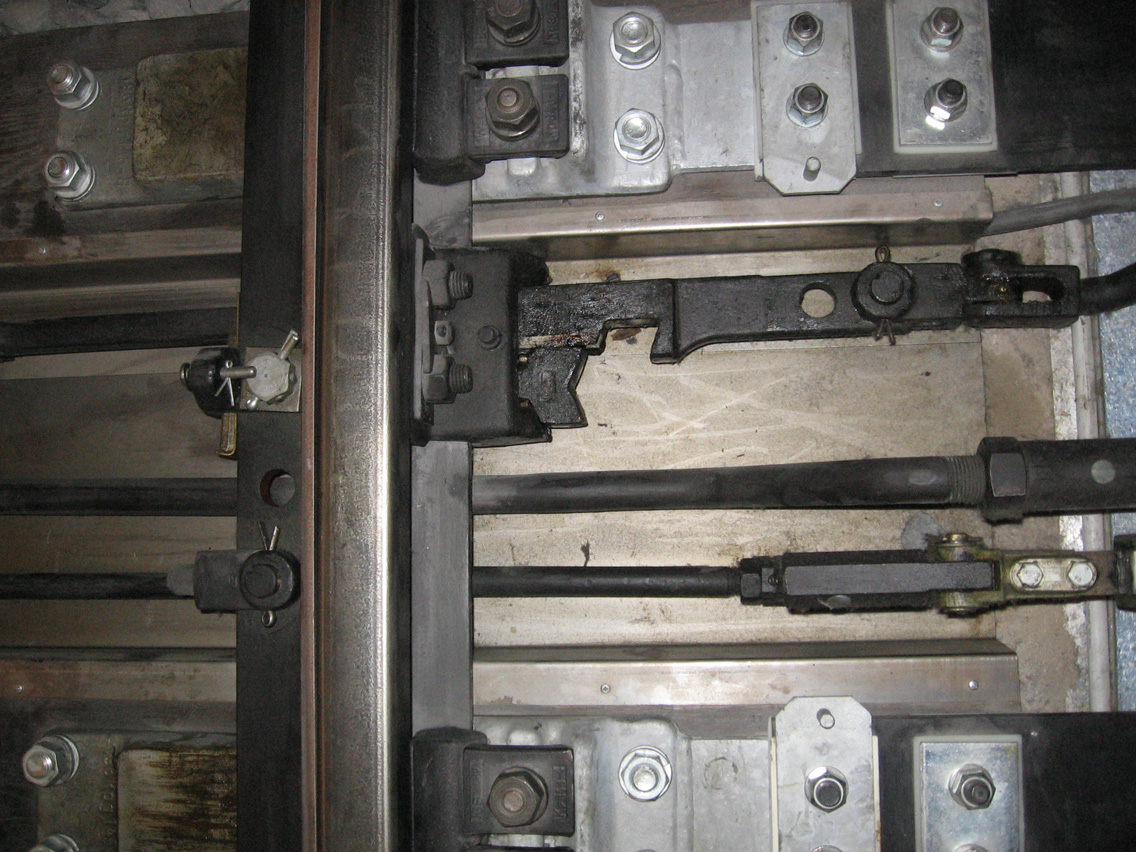
Pohled na konec táhla přilehlého jazyka

### Kloubový závěr
Tento závěr se skládá z táhel a úhlových pák. Při přestavení se úhlová páka u příslušného jazyka vzepře o stoličku umístěnou v ose koleje a brání tak prostřednictvím táhla odlehnutí jazyka od opornice. Kloubové závěry se používají například v zemích bývalého Sovětského svazu. U nás nalezneme kloubové závěry u moderních konstrukcí tramvajových výhybek.

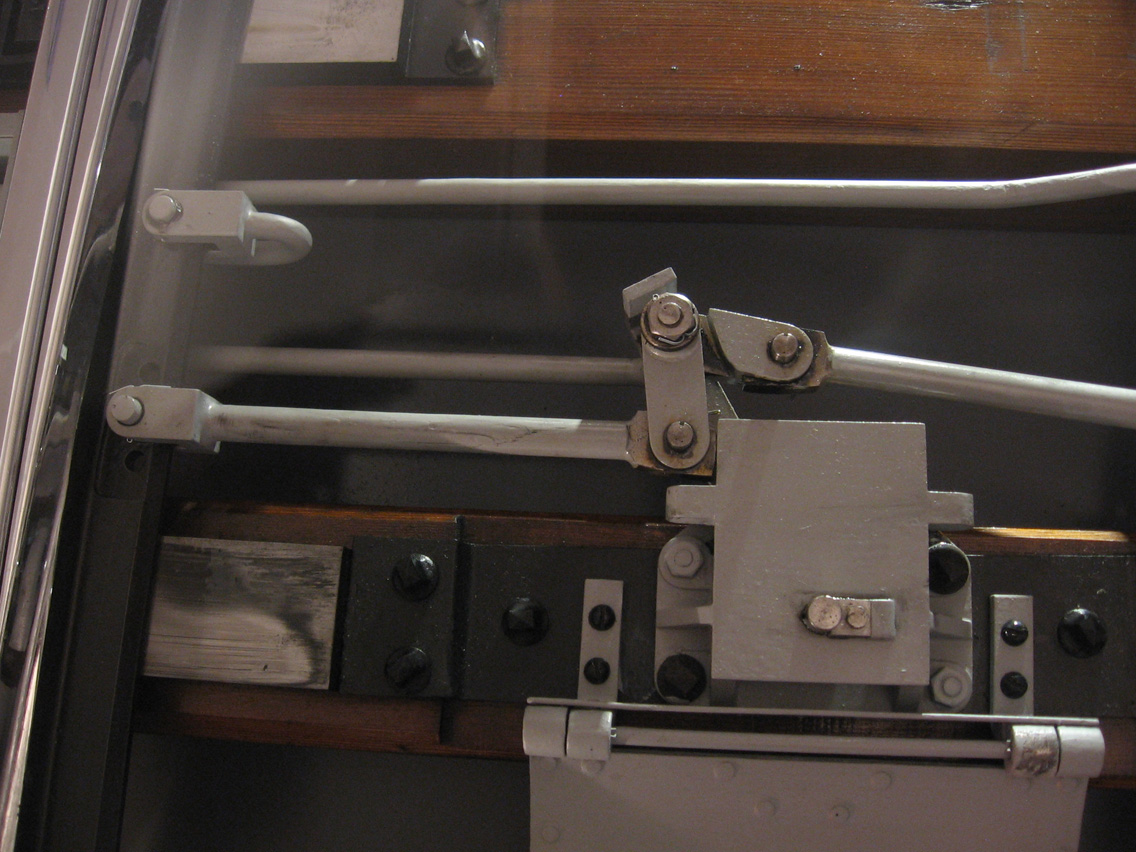
Přestavování výměny s kloubovým závěrem
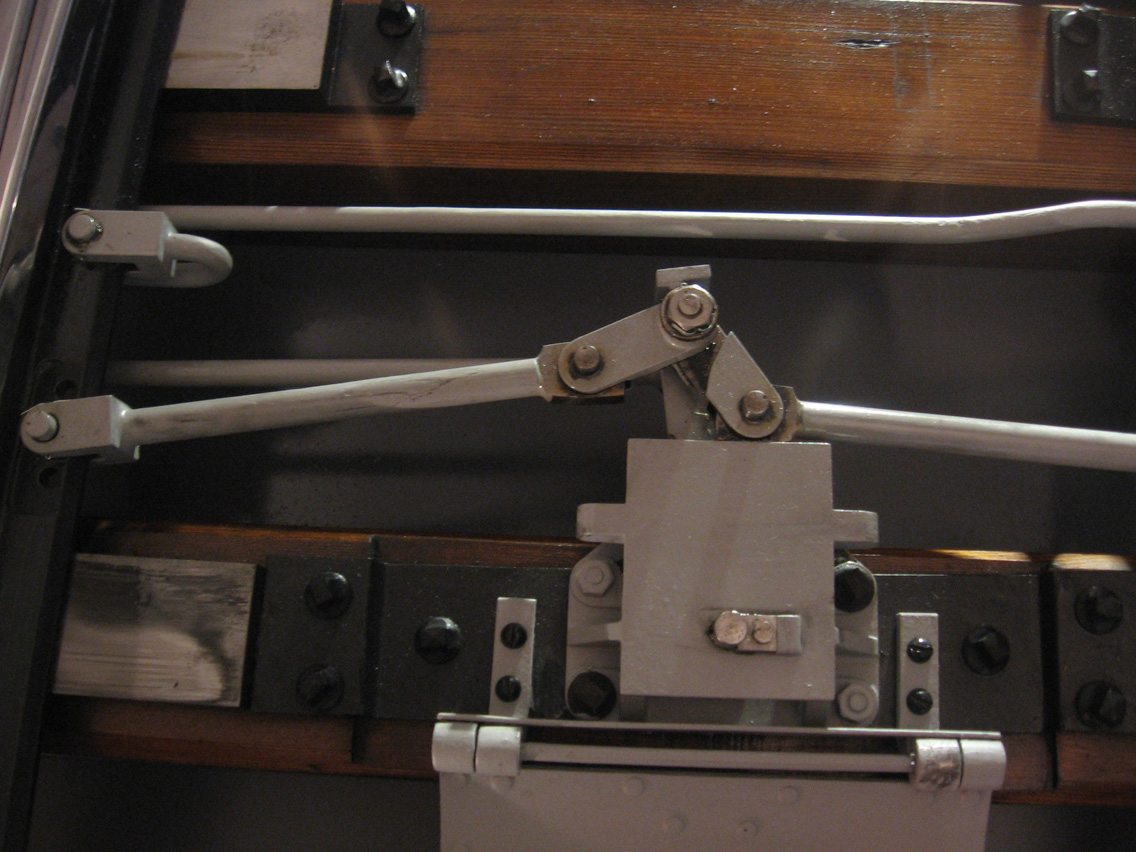
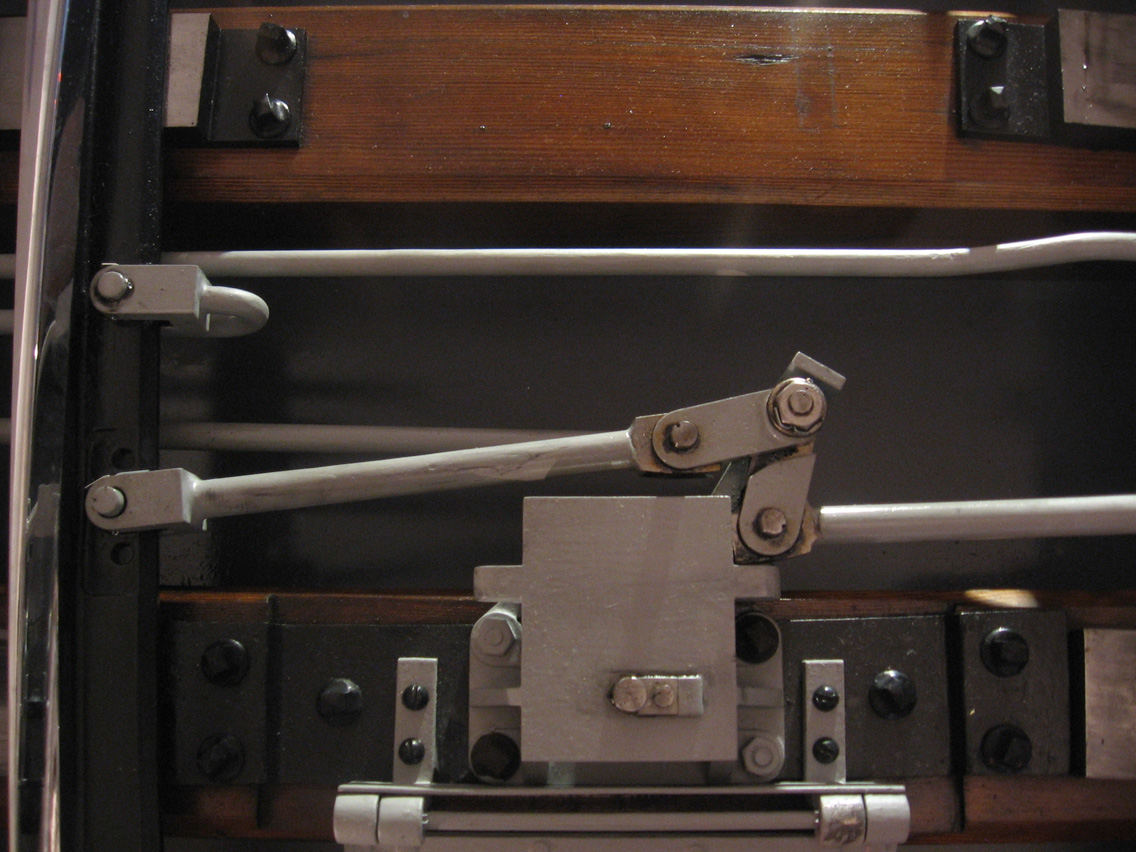

## Západková zkouška
Funkce závěru se prověřuje v předepsaných intervalech jednoduchou zkouškou. Před přestavením výměny se mezi jazyk a opornici vsune příložka dané tloušťky (zpravidla přivařené na drátu tak, aby se člověk nemusel ohýbat). Pro výhybky pojížděné rychlostí do 60 km/h tato tloušťka činí 6 mm, pro rychlost vyšší 4 mm. Pokud dojde k uzavření závěru, je třeba závěr seřídit.